# Ctesíbio

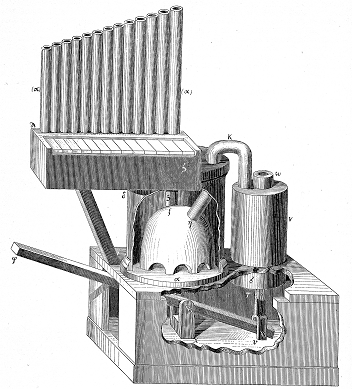
Órgão hidráulico de Ctesíbio, segundo a descrição de Heron de Alexandria

Ctesíbio (em grego: Κτησίβιος), foi um matemático e engenheiro grego que viveu cerca de 285-222 a.C. em Alexandria.
Foi um dos primeiros engenheiros da história, tendo inventado uma série de aparelhos. Pelo seu trabalho sobre a elasticidade do ar, Ctesíbio é chamado pai da pneumática, isto é, o emprego do ar comprimido como meio auxiliar de trabalho.
Ctesíbio é considerado o fundador da escola de matemática e engenharia de Alexandria, onde era provavelmente também o primeiro diretor do Museu de Alexandria. Sabe-se muito pouco sobre a vida de Ctesíbio, apenas que era filho de um barbeiro em Aspondia, subúrbio de Alexandria. Na barbearia do pai ele  terminou por construir um sistema de espelhos com ajuste pneumático.
As obras de Ctesíbio (Sobre Pneumáticos, Memorabilia) existem apenas em forma de citações secundárias por outros autores, como de Vitrúvio, Ateneu, Filão de Bizâncio, Proclo e Hero de Bizâncio.
Alguns, dentre muitos, dos principais aparelhos construídos por Ctesíbio são:

## Bomba de incêndios
Esta invenção é a combinação entre uma bomba aspirante e uma de pressão, usado mais tarde pelos bombeiros romanos, com uma mangueira conectada, para combater grandes focos de incêndio.

## Órgão hidráulico
Órgão provido de um teclado manual e tubos sonoros. Como no caso da bomba de pressão, usou-se o peso da água para comprimir o ar para a criação dos diversos sons. Mais tarde esta invenção foi utilizada, pelos romanos.

## Catapulta de molas
Catapulta onde se pressionava o que se ia lançar nas molas forçando um impulso.

## Clepsidra
Foi o relógio mais preciso do mundo antigo, podendo funcionar 365 dias sem parar. O mesmo só foi superado com o surgimento do relógio mecânico, no século XIV.